# Karl Stanka

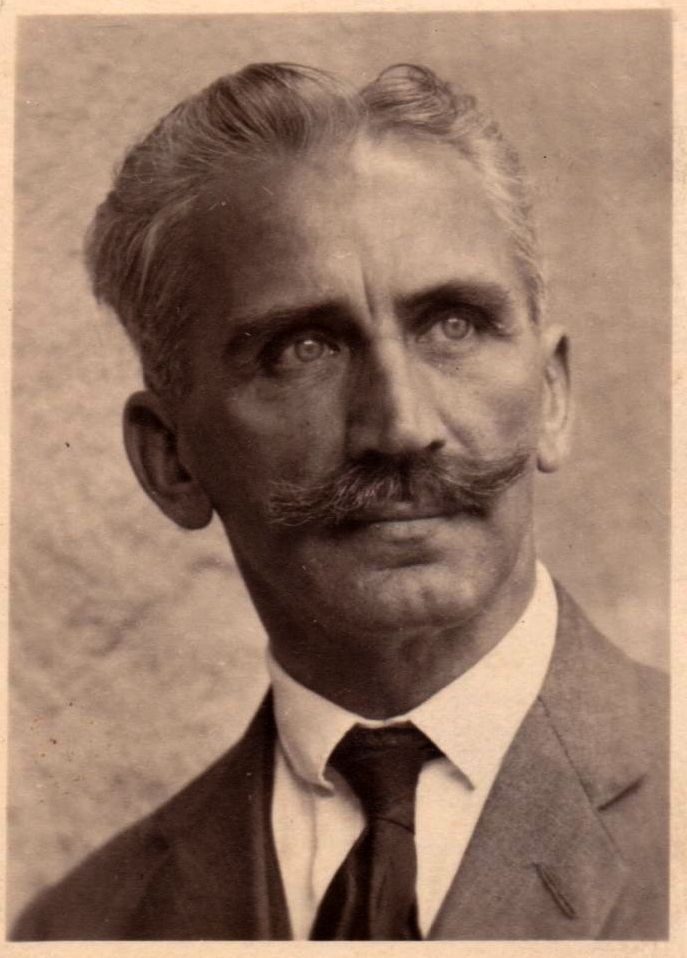
Karl Stanka

Karl Hubert Stanka (* 23. Januar 1883 in Podersam; † 15. Dezember 1947 in Radeberg) war ein österreichisch-deutscher Maler, Zeichner und Chronist. Sein besonderes Verdienst besteht in der Schaffung einer von Umfang und Qualität her außergewöhnlichen chronologisch geordneten Darstellung der städtebaulichen Entwicklung Radebergs in der ersten Hälfte des 20. Jahrhunderts mit den Mitteln der Bildenden Kunst.

## Leben
Karl Hubert Stanka war der Sohn des Podersamer Zuckerbäckers Karl Stanka und seiner Ehefrau Maria geb. Wagner. Karl Hubert hatte acht Geschwister, von denen drei früh verstarben. Bereits im achten Lebensjahr konnte er seinem Lehrer eine umfangreiche Mappe mit Zeichnungen von Tieren vorlegen, die aber seitens der Schule ohne Beachtung und Resonanz blieben. Nach dem Volksschulabschluss 1897 erlernte Stanka den Beruf eines Porzellanmalers. Der Wunsch, ein künstlerisches Studium aufzunehmen, scheiterte an fehlenden finanziellen Mitteln und fehlender Förderung. Nach der Lehre ging Stanka auf Wanderschaft und arbeitete als Email- und Aquarellmaler, ging nach Linz an der Donau und nach Offenbach am Main, wo er auch als Zeichner und Graveur arbeitete. Aus eigenen Ersparnissen finanzierte Stanka von 1902 bis 1903 eine Ausbildung an der „Staatshandwerkerschule“ in Linz und später von 1909 bis 1911 eine Ausbildung in Dresden. 1909 kam Stanka auf Arbeitssuche nach Radeberg und arbeitete als Emailmaler und Stahlplatten-Graveur in den Vereinigten Eschebach'schen Werken AG (Vewag).
Seine Militärzeit legte Stanka, weil er noch Staatsangehöriger von Österreich-Ungarn war, in Eger ab. 1914 wurde er von Podersam aus zum Militärdienst eingezogen und zunächst in Serbien und später an der russischen Ostfront eingesetzt. Im Juni 1916 geriet Stanka in russische Gefangenschaft. Nach der Entlassung kehrte er 1919 nach Radeberg zurück und arbeitete wieder in den Eschebach’schen Werken. Stanka heiratete am 17. Juni 1923 Herta Luise Langguth (1894–1975), eine Enkelin des Radeberger Bildhauers und Steinmetzgeschäfts-Inhabers F. Wilhelm Rietschel. Aus der Ehe gingen zwei Söhne, die früh verstorben sind, und eine Tochter hervor, die das künstlerische Erbe ihres Vaters verwaltete.

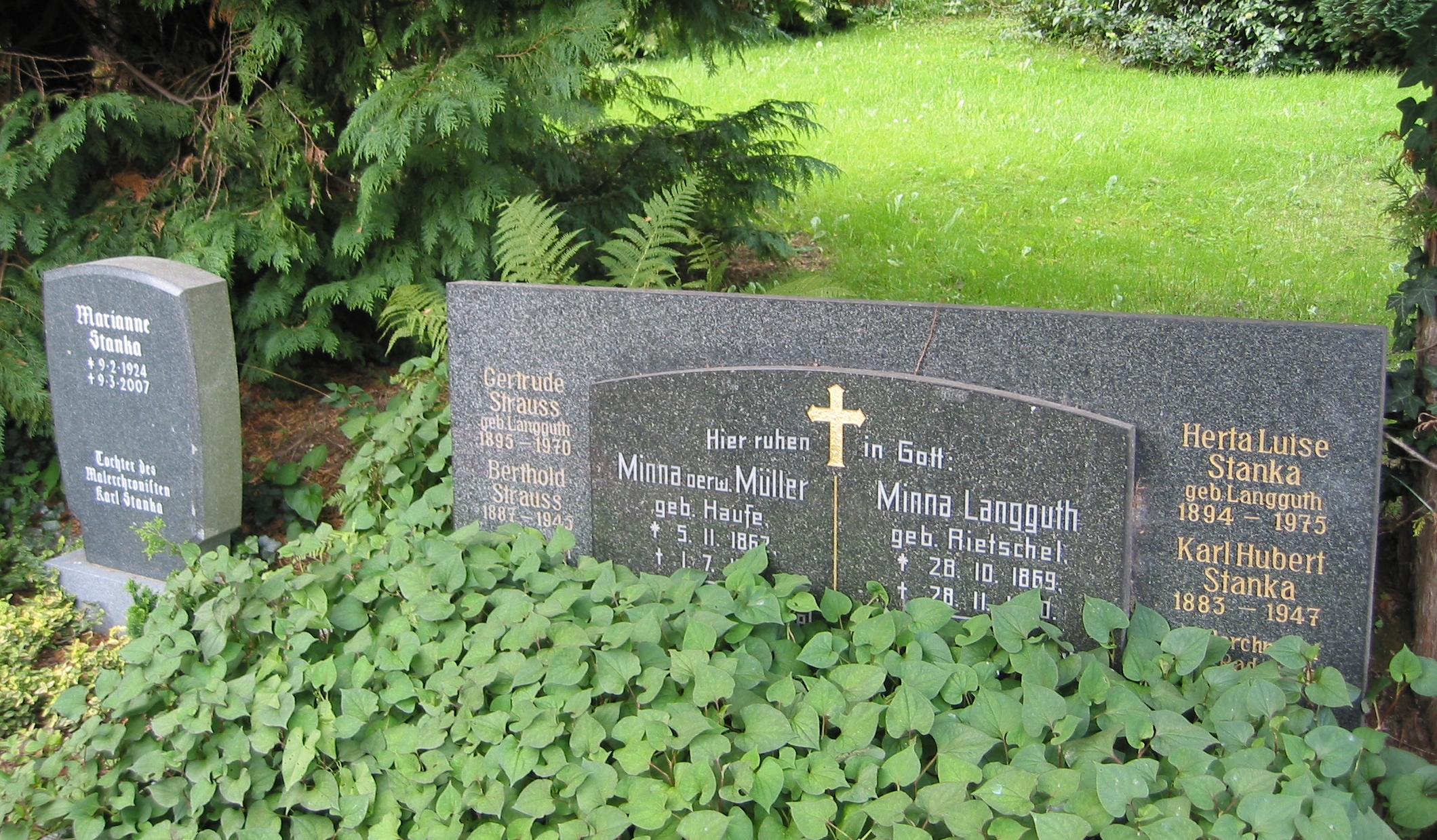
Grabanlage der Familie Stanka auf dem Friedhof Radeberg

1924 erhielt er vom Rat der Stadt Radeberg die Einbürgerungs-Urkunde, damit ist Stanka Bürger des Deutschen Reiches geworden.
1931 wurde Stanka arbeitslos. Während dieser Zeit leitete er bis 1934 unentgeltlich drei Mal- und Zeichenkurse. 1937 fand er wieder Arbeit im Sachsenwerk Radeberg, zunächst als Schrift- und Plakatmaler, dann bis zur Stilllegung und Demontage des Werkes 1945 als Technischer Zeichner.
Bis zu seinem Tode am 15. Dezember 1947 in Radeberg arbeitete Karl Stanka freischaffend. Die Grabstätte der Familie Stanka befindet sich auf dem Friedhof Radeberg.

## Wirken
Bereits seit seiner frühesten Jugend hat Stanka bildnerisch gearbeitet. Zeichnungen und Malereien (überwiegend Aquarelle) mit Motiven seiner Heimatstadt Podersam und deren Umgebung sowie zahlreiche Porträt-Skizzen und Tierbilder zeugen von frühzeitig ausgeprägter Begabung, ebenso seine Skizzen und Studien für seine Arbeit als Porzellan- und Emailmaler.
Während der Kriegsgefangenschaft fertigte er etwa 100 kleinformatige Bilder (aus Mangel an Papier meist in Postkartengröße) an. Obwohl Stanka auf dem Rückmarsch nach Radeberg im Juni 1918 auf böhmischem Gebiet verhaftet wurde, gelang es ihm, den größten Teil dieser Bilder nach Radeberg zu bringen. Im Juni 1935 sind 85 dieser Werke in einer von der „Reichsvereinigung ehemaliger Kriegsgefangener“ organisierten Ausstellung in Pirna gezeigt worden, darunter auch das aus dem Gedächtnis gemalte Bild des Todeslagers Tozkoje, in dem im Winter 1915/1916 über 17.000 Gefangene einer Typhus-Epidemie zum Opfer fielen.
Auch eine Vielzahl von vorbereitenden grafischen Arbeiten (Skizzen, Entwürfe und Stich-Vorlagen) ist erhalten geblieben, ebenso Entwürfe für Plakate, Plaketten und gesellschaftliche Ereignisse.
Stankas Hauptwerk besteht in der Anfertigung von über 400 Zeichnungen und Malereien von Motiven seiner zweiten Heimatstadt Radeberg, die er ab Mitte der 1920er Jahre begonnen und dann überwiegend während der Zeit seiner Arbeitslosigkeit angefertigt hatte. Diese haben überwiegend dokumentarischen Charakter und bieten ein historisch getreues Abbild der Stadt mit künstlerischen Mitteln, besonders von Gebäuden, Anlagen und Ansiedlungen, die der industriellen und baulichen Entwicklung weichen mussten oder dem Verfall preisgegeben worden sind. Er hatte dabei auch Motive und städtebauliche Ensembles erfasst, von denen kaum Foto-Dokumente bekannt sind. Für die Industriegeschichte Radebergs im 19. und in der ersten Hälfte des 20. Jahrhunderts sind Stankas Ansichten der ehemaligen Radeberger Glashütten als Gesamtanlagen besonders wertvoll, weil auch von diesen Motiven keine Fotos vorliegen. Die zwei Darstellungen der 1858 von Wilhelm Rönsch gegründeten ersten Radeberger Glashütte als Teil des Landschaftsbildes an der Großen Röder gehören zu den herausragenden Arbeiten.
In Verbindung mit den chronistischen Daten in den Signaturen und mit den Motiv-Informationen können Stankas bildliche Darstellungen als „Radeberger Bild-Chronik“ bezeichnet werden, die ein bedeutsames Gesamtwerk für die Entwicklung des Stadtbildes in der ersten Hälfte des 20. Jahrhunderts darstellt.

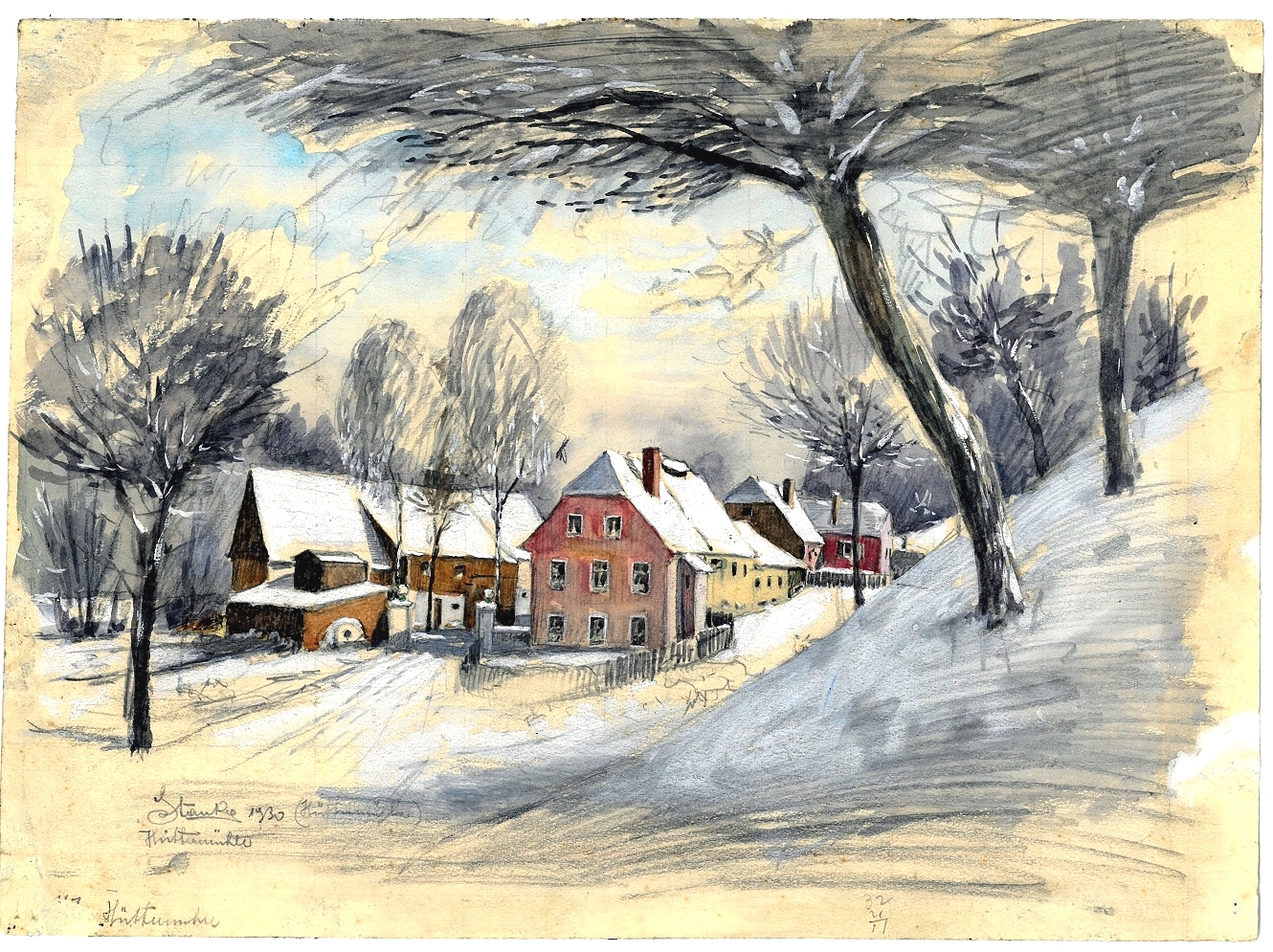
Hüttermühle Radeberg, 1930. Aquarell
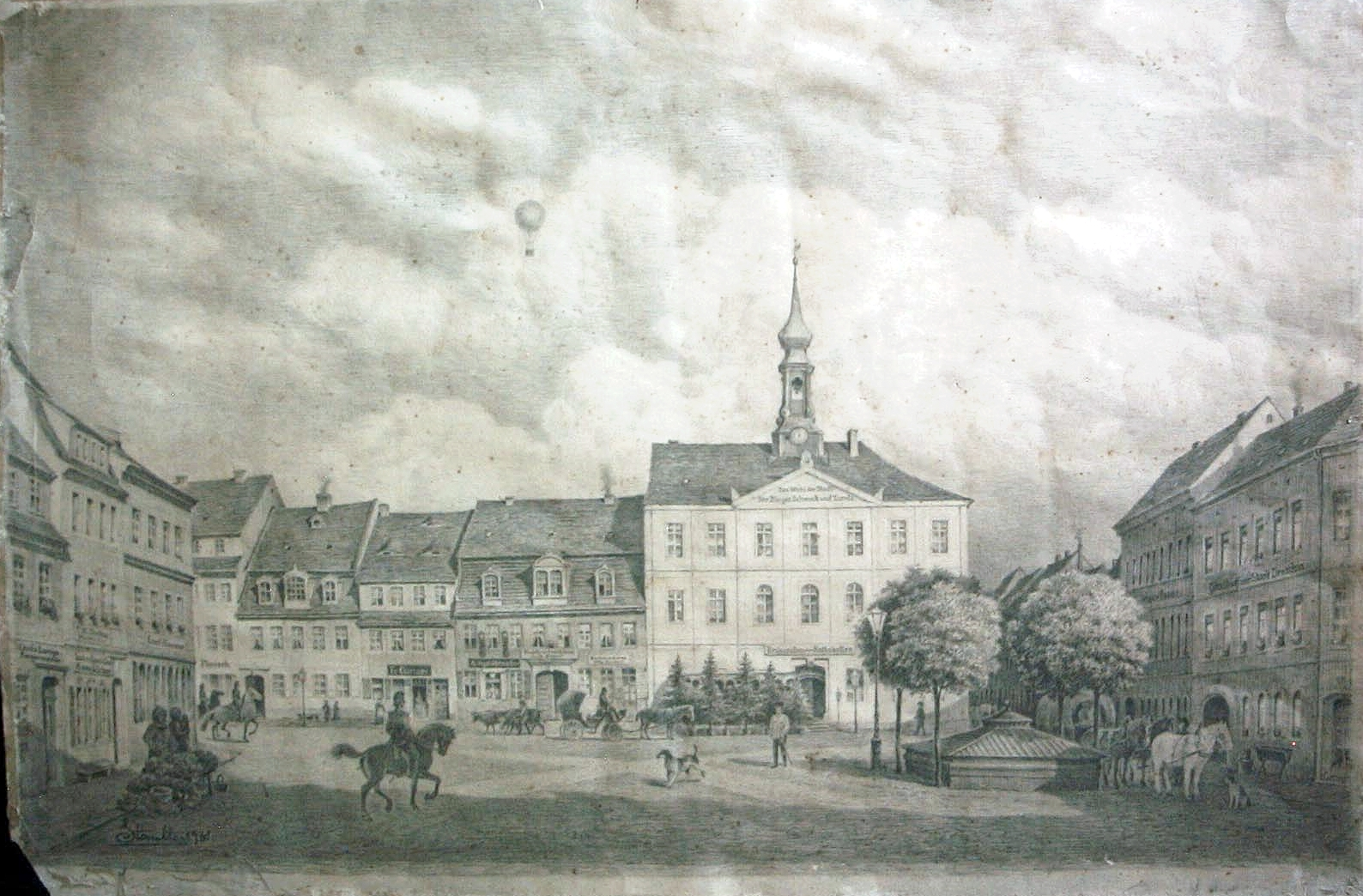
Marktplatz Radeberg 1931. Bleistift-Zeichnung
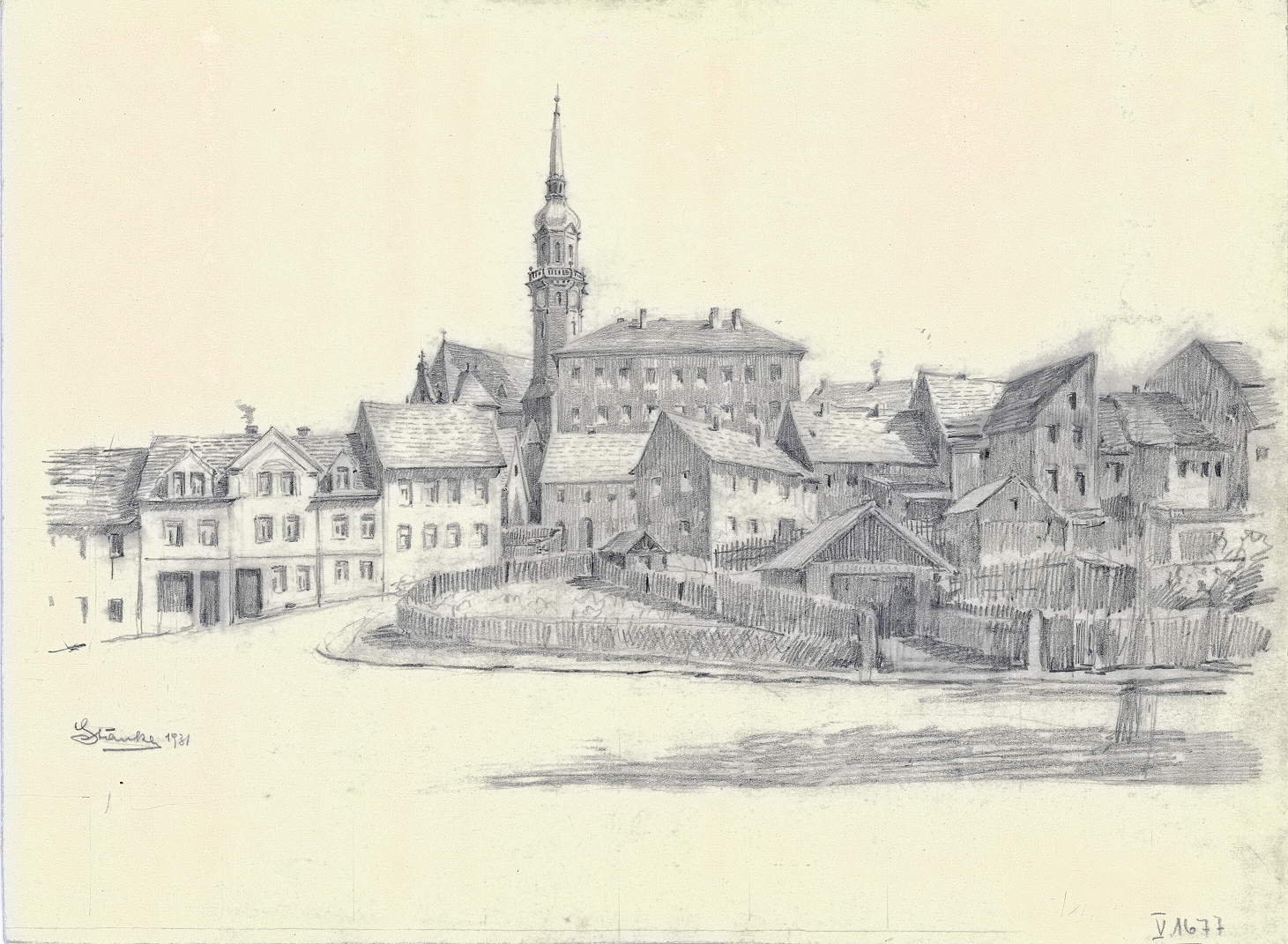
Stadtkirche Radeberg und Alte Schule 1931. Bleistift-Zeichnung
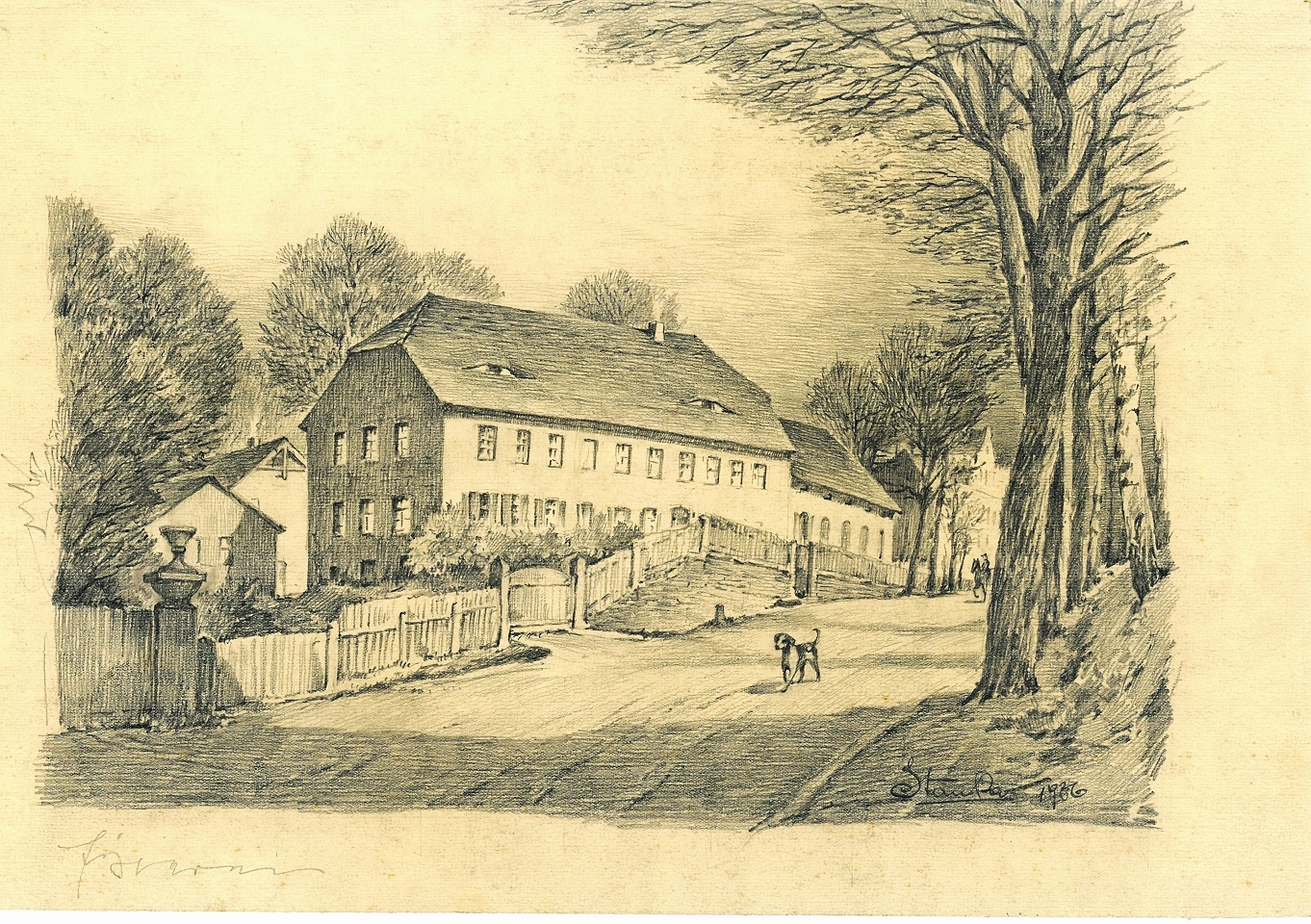
Altes Schießhaus 1936. Bleistift-Zeichnung
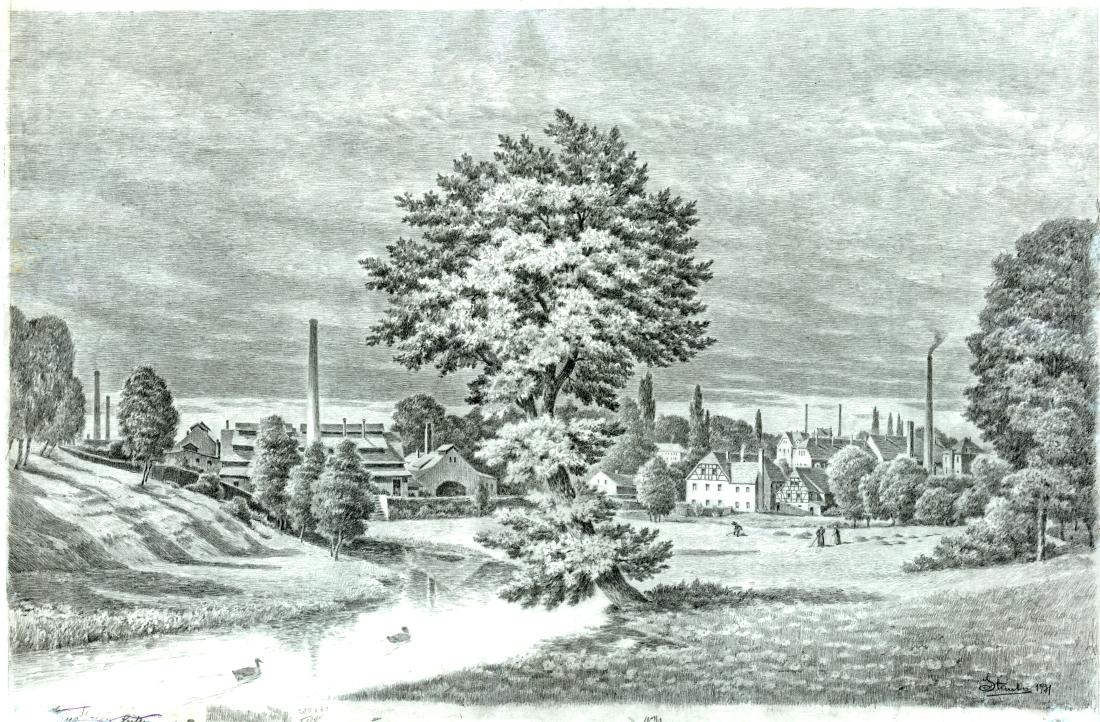
Radeberg, v. l.: Erste Glasfabrik, Stadtmühle, Scherz'sche Fabrik. 1931. Bleistift-Zeichnung

## Werke
Der künstlerische Nachlass Stankas ist von seiner Tochter Marianne (1924–2007) verwaltet worden. Der Hauptteil der Werke, ca. 620 Arbeiten, ist heute im Besitz des Museums Schloss Klippenstein Radeberg, dessen damaliger Leiter Rudolf Limpach bereits vor 1960 Werke von Stanka angekauft hatte. Die Mehrzahl ist jedoch aufgrund testamentarischer Verfügung von Stankas Tochter in den Museums-Besitz übergegangen. Etwa 25 Werke sind testamentarisch der Kreisgruppe Radeberg des Sudetendeutschen Landesverbandes Sachsen e. V. vererbt worden. Eine nicht exakt bekannte kleinere Anzahl von Stankas Werken befindet sich in Privatbesitz. Auf einer öffentlichen Versteigerung von über 20 Arbeiten Stankas am 31. Dezember 2008 ist ein Erlös von 1.465 Euro zu Gunsten der Radeberger Stadtkirche erzielt worden.

## Würdigungen

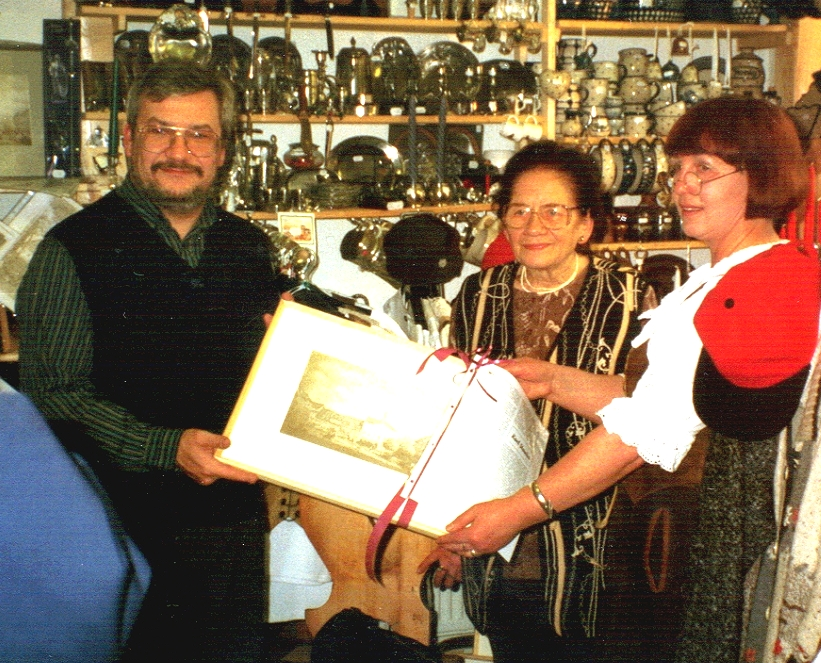
Start der Public Relations-Aktion 1999 mit Stankas Tochter Marianne (Mitte), dem Radeberger Bürgermeister Gerhard Lemm und der Geschäftsinhaberin Renate Schönfuß

Die erste Ausstellung mit 85 Arbeiten war im Juni 1935 in Pirna. Von Mai bis August 2009 zeigte das Museum Schloss Klippenstein Radeberg eine umfassende Ausstellung über Leben und Wirken Stankas.
Dieser war eine umfassende Bestandsaufnahme und Katalogisierung vorausgegangen.
Wegen seiner Verdienste um die historische Darstellung der Stadt Radeberg hat Karl Stanka den Ehrentitel „Radeberger Maler-Chronist“ erhalten.
Im Dezember 1998 startete auf Initiative der Radeberger Boutique-Besitzerin Renate Schönfuß im Beisein von Stankas Tochter Marianne, des Radeberger Bürgermeisters G. Lemm, der Schloss-Leiterin K. Altmann und des Herausgebers der Zeitung die Radeberger, I. Engemann, eine Public Relations-Aktion und Verkaufs-Offerte für das Werk Karl Stankas durch Herstellung und Vertrieb von Reproduktionen ausgewählter Radeberger Ansichten. Der Erlös ist im Dezember 1999 dem Schlossverein / Museum Schloss Klippenstein gespendet worden.